# Distretto municipale di Atwima Nwabiagya
Il distretto municipale di Atwima Nwabiagya (ufficialmente Atwima Nwabiagya Municipal District, in inglese) è un distretto della regione di Ashanti del Ghana.